# Бедоло
Бедо̀ло (на италиански: Bedollo, на местен диалект: Bedòl, Бедол) е община в Северна Италия, автономна провинция Тренто, автономен регион Трентино-Южен Тирол. Разположена е на 1059 m надморска височина. Населението на общината е 1484 души (към 2015 г.).
Административен център на общината е село Чентрале (на италиански: Centrale).